# Evan Burrows Fontaine
Evan-Burrows Fontaine (3 de octubre de 1898 – 27 de diciembre de 1984) fue una bailarina y actriz de nacionalidad estadounidense.

## Primeros años
Evan-Burrows Fontaine (a veces, incorrectamente, llamada Evan Burroughs Fontaine)  nació en Huron, Texas. Posteriormente su familia viviría en Dallas, en una casa propiedad de sus abuelos maternos. Sus padres eran William Winston Spotswood Fontaine, un contable que sería gerente de la Alamo Cottonseed Company, y Florence West Evans, hija de un agente asegurador de Dallas. Evan era descendiente de Patrick Henry, figura prominente en la Revolución americana. Su abuelo, William Winston Fontaine, sirvió en la Guerra Civil de Estados Unidos como coronel a las órdenes de los generales confederados Thomas Jonathan Jackson y J.E.B. Stuart. Hacia el año 1910 los padres de Evan Fontaine se habían divorciado y a temprana edad ella viajó a California donde fue protegida de la bailarina Ruth Saint Denis. Aunque no ha podido verificarse, ella afirmaba haber aprendido con Émile Jaques-Dalcroze.

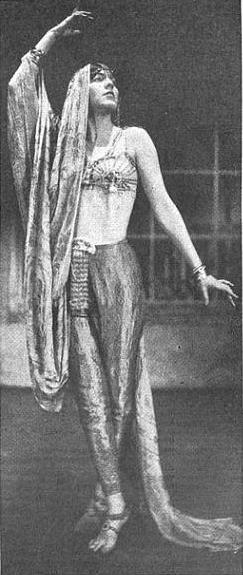
Evan-Burrows Fontaine en las Midnight Follies de Ziegfeld.

## Carrera
Mientras estaba bajo la tutela de St. Denis, Fontaine aprendió la Dance Egyptienne con el marido de St. Denis, el coreógrafo Ted Shawn. Fue una de las varias danzas que Shawn le enseñaría, basada en su propia interpretación del baile ceremonial javanés. El debut teatral de Fontaine pudo haber tenido lugar el 16 de diciembre de 1914, cuando interpretó la Syvillia de Shawn en una producción puesta en escena por la compañía de St. Denis en el Ye Liberty Playhouse de Oakland (California). Al año siguiente fue escogida para bailar la tradicional Jockey Dance en una celebración anual posterior a la carrera de la Copa Saratoga Cup en el estado de Nueva York. Fontaine siguió haciendo giras nacionales con el bailarín y futuro actor cinematográfico Kenneth Harlan antes de formar parte de las Ziegfeld Follies, en las cuales más adelante destacaría con el espectáculo Midnight Follies (1919). En esa época también actuó en The Ed Wynn Carnival como la Reina del Nilo en el Teatro Ámsterdam de Nueva York. Fontaine formó parte de un grupo de artistas que en 1919 participó en un baile de disfraces en beneficio de los veteranos de guerra ciegos, y que tuvo lugar en el Hotel Ritz-Carlton de Manhattan. Al año siguiente, en el Teatro Casino del circuito de Broadway, Fontaine colaboró en el montaje de un show caritativo en honor del actor Frank Carter, celebrado en el primer aniversario de su muerte.
En 1920 Fontaine rodó tres películas, Madonnas and Men, en el doble papel de Nerissa y Ninon, Women Men Love, como Moira Lamson, y A Romantic Adventuress, como una bailarina. 
En pocos años, sin embargo, Fontaine se limitaría a la realización de su "estilo oriental" de baile en cabarets y clubes nocturnos, a la vez que sus batallas judiciales con un miembro de una de las familias más ricas de Estados Unidos probablemente le hicieron perder cualquier oportunidad de alcanzar el estrellato futuro en Nueva York o Los Ángeles.

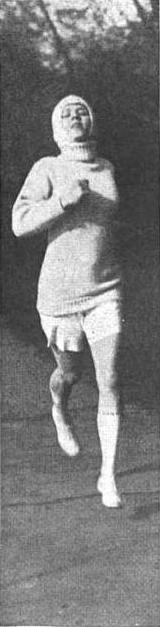
Evan-Burrows Fontaine en Nueva York (1919).

## Matrimonio
El 18 de abril de 1918 Fontaine se casó con Sterling Lawrence Adair. un marinero de Houston, Texas El matrimonio fue anulado en febrero de 1920, en una época en la que ella había iniciado una relación con el millonario Cornelius Vanderbilt Whitney. Esta relación terminó cuando Whitney se comprometió con Marie Norton, poco antes de que Fontaine diera a luz un niño ese diciembre. 
El 14 de enero del año siguiente Sterling Adair fue encontrado en su domicilio muerto de un disparo. La investigación concluyó que la muerte fue debida, probablemente, a un suicidio.

## Batallas legales
En el verano de 1922 Fontaine inició el primero de varios juicios contra Cornelius “Sonny” Vanderbilt Whitney, y en el cual ella afirmaba que él había roto su promesa de matrimonio y que era el padre de su hijo. En los meses siguientes el caso se aireó en la prensa nacional y, finalmente, se dio la razón a Whitney desestimando las peticiones de Fontaine. Tras finalizar el juicio, Fontaine y su madre fueron arrestadas por perjurio, aunque finalmente el juez levantó los cargos. Fontaine siguió pleiteando con nuevos juicios contra Whitney que no consiguieron mejor resultado que el primero.

## Fallecimiento de sus padres
El 21 de enero de 1928 falleció la madre de Fontaine en un accidente de tráfico ocurrido en las cercanías de New Smyrna Beach, Florida, cuando su automóvil colisionó con un tren de pasajeros. El padre de Fontaine falleció a los 67 años de edad el 19 de agosto de 1939, en un momento en el cual era miembro de la oficina en Dallas de la Loyalty Group Insurance Company.

## Segundo matrimonio
Fontaine se casó con el antiguo nadador olímpico Harold “Stubby” Kruger en 1928 o 1929. Bobby, su segundo hijo, nacería antes de que la pareja se divorciara en 1935. Kruger era colega de Johnny Weissmuller y actuaba en carnavales y ferias bajo el nombre del Incomparable Water Comedian. Además hizo una carrera en Hollywood como actor y especialista desde la época del cine mudo hasta la década de 1950.

## Últimos años
En algún momento a finales de la década de 1930 Evan Fontaine se hizo propietaria del Walton Roof, un local nocturno de Filadelfia en lo alto del Hotel Walton, junto al que iba a ser su marido, Jack Lynch. El primer hijo de Fontaine, Neil “Sonny” Winston Fontaine, debutó en el local como líder de banda en 1939, trabajando más adelante como maestro de ceremonias antes de la desaparición del club en 1946. Jack Lynch era propietario de diversos clubs y restaurantes del área de Filadelfia. Probablemente, cuando él falleció en 1957, a los 61 años de edad, la pareja ya no estaba unida. Evan Burrows Fontaine falleció en diciembre de 1984, a los 86 años de edad, en la pequeña localidad de París, en el norte de Virginia.